# Maria van Jever

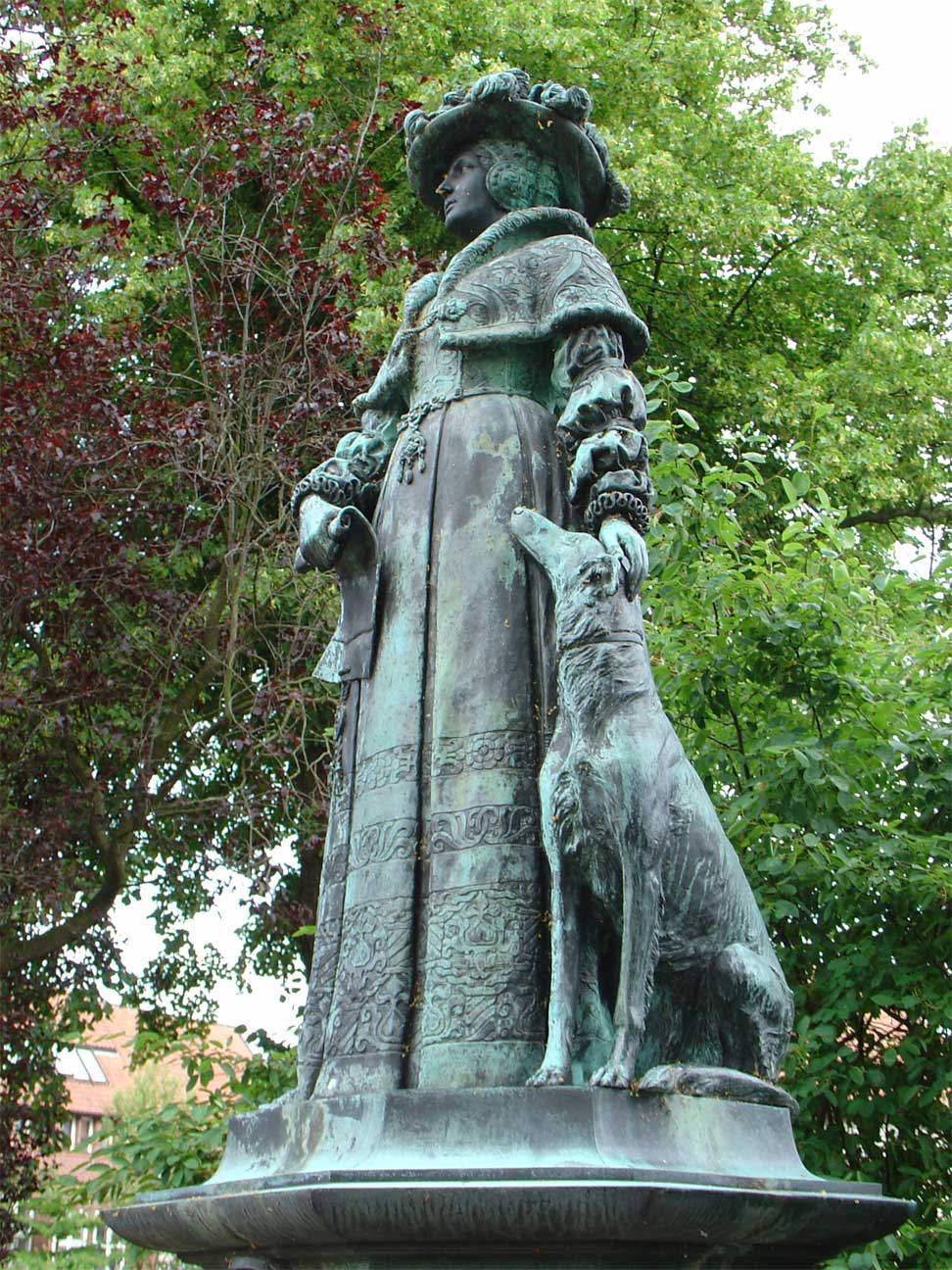
Maria van Jever (1500-1575)

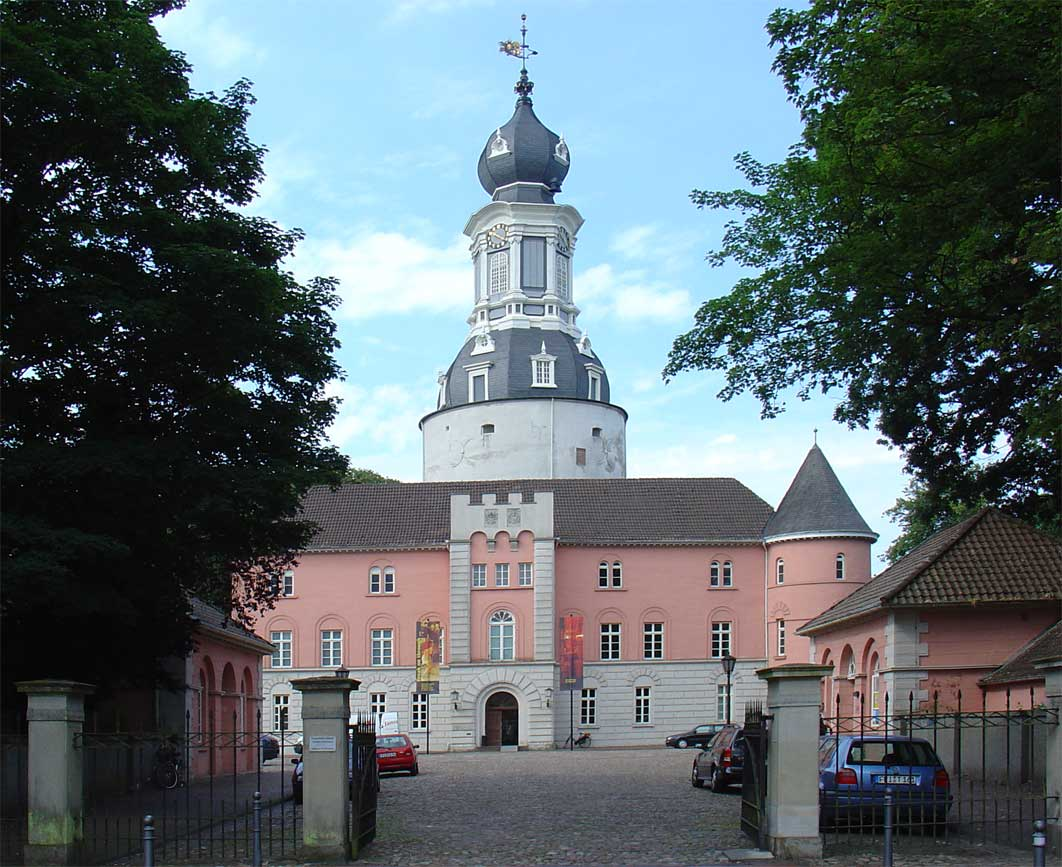
Het slot van Jever

Maria van Jever (Jever, 5 september 1500 - aldaar, 20 februari 1575), vrouwe van Jever, Rustringen, Ostringen en Wangerland  was regentes van Jeverland van 1511 tot haar overlijden in 1575.

## Levensloop
Maria was het derde kind van Edo Wiemken de Jongere en diens tweede vrouw Heilwig van Oldenburg. Haar moeder overleed toen zij één jaar was en haar vader overleed zo'n tien jaar later. Omdat ook haar enige broer op jonge leeftijd overleed werd zij in 1511 regentes van de heerlijkheid Jever. Door een huwelijksverdrag van Maria met zijn zoon trachtte de graaf van Oost-Friesland Jever in zijn invloedssfeer te brengen. Het huwelijkscontract werd niet nagekomen en de grafelijke troepen bezetten in 1527 het slot van Jever. Met hulp van de drost van Oldersum wist Maria de bezetters te verdrijven.
Als regentes van de heerlijkheid Jever heeft Maria veel voor Jever gedaan. In 1536 kreeg de stad stadsrechten, het slot werd uitgebreid, het land werd vergroot door inpolderingen, nieuwe sluizen werden aangelegd en de rechtspraak werd door haar bevorderd. Onder haar bestuur kwam de handel tot bloei. In de kerk van Jever liet zij in de jaren 1561-1564 een praalgraf oprichten voor haar vader.
Het overlijden van Maria in 1575 werd aanvankelijk verzwegen om een overrompeling door de Oost-Friezen te voorkomen. Maria had testamentair bepaald, dat de heerlijkheid Jever zou toevallen aan de familie van haar moeder, de graaf van Oldenburg.